# アミル・サイピ
アミル・サイピ（Amir Saipi、2000年7月8日 - ）は、スイス・シャフハウゼン出身のサッカー選手。スーパーリーグ・FCルガーノ所属。ポジションはGK。

## クラブ経歴
FCシャフハウゼンの下部組織で育成され、2019年7月20日、チャレンジリーグのFCローザンヌ・スポルト戦で先発フル出場してプロデビューを飾った。シャフハウゼンでは3シーズンの在籍で公式戦通算45試合に出場した。
2021年9月10日、スーパーリーグに所属していたFCルガーノに移籍し、5年契約を結んだ。

## 代表経歴
2019年からスイスの世代別代表に招集されている。
2024年9月、コソボ代表に招集され、10月12日のUEFAネーションズリーグリトアニア代表戦でA代表初出場。